# Bogey Awards 2000
Nell'edizione del 2000 dei Bogey Awards, un film vinse il premio in platino e due quello in Oro. Quattro conquistarono il Bogey Awards in argento, mentre 12 pellicole portarono a casa il Bogey Award semplice. Nessun film vinse i premi in titanio.

## Premi

### Bogey Award in Platino
- American Pie

### Bogey Award in Oro
- Mission: Impossible 2
- Il sesto senso

### Bogey Award in Argento
- Dinosauri
- Il gladiatore
- Pokémon il film - Mewtwo colpisce ancora
- Scary Movie

### Bogey Award
- American Beauty
- Charlie's Angels
- Erin Brockovich - Forte come la verità
- Fuori in 60 secondi
- L'uomo senza ombra
- Ti presento i miei
- Road Trip
- Scream 3
- La tempesta perfetta
- Toy Story 2 - Woody e Buzz alla riscossa
- Il patriota
- X-Men